# Carrozzeria

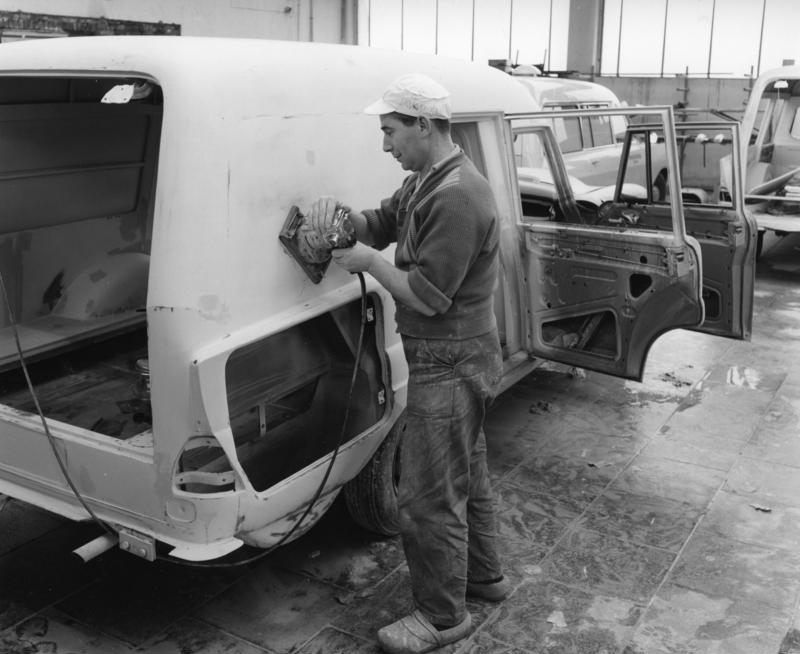
Carrozziere all'opera in una carrozzeria

Con carrozzeria si intende un'officina dove si riparano o si costruiscono carrozzerie di automobili o di altri veicoli; chi compie tale lavoro, e quindi lavora in una carrozzeria, è detto carrozziére.

## Origine del termine
Il termine deriva da carrozza; infatti i primi carrozzieri erano proprio coloro che si occupavano della costruzione di carrozze che, successivamente con l'inizio del XX secolo, adattarono il loro lavoro adibendolo ai veicoli a motore.
Molte delle più famose carrozzerie italiane ed estere, nate in quegli anni, tuttora sono ancora attive e/o trasformatesi in aziende di automobili e motocicli o tuning privati e studi di design automobilistico.

## Tipologia di attività
Inizialmente i carrozzieri, quando la produzione automobilistica era ancora semi-artigianale, svolgevano sia il lavoro di creazione che quello di riparazione delle automobili, ora è raro che il produttore di un veicolo produca e ripari i componenti nel medesimo posto, per questo il lavoro di carrozziere si è diviso negli anni in due professioni distinte:
- creatori di carrozzerie
- riparatori di veicoli

### Creatori di carrozzerie
Al giorno d'oggi i tuner o i carrozzieri sono aziende molto piccole (rispetto alle case automobilistiche) che lavorano per lo più in modo artigianale, elaborando veicoli già esistenti, o producendo veicoli in serie limitata rivolti ad un pubblico di appassionati. Molti di questi, hanno annesso all'officina un centro stile, responsabile dell'immagine stilistica dell'azienda, che è impegnato oltre che nell'interno anche a collaborazioni con case automobilistiche esterne.
Alcune carrozzerie, per esempio Bertone o Pininfarina, sono famose per occuparsi non solo della progettazione ma in alcuni casi perfino della produzione (nei propri stabilimenti) di modelli anche per nome di altre case automobilistiche.
Un caso è, per esempio, quello dell'Alfa Romeo Spider progettata da Pininfarina (dal precedente progetto Giugiaro della Brera) e assemblata dalla carrozzeria Torinese nel proprio stabilimento di San Giorgio Canavese.
Alcune carrozzerie, per struttura aziendale, sono anche definite vere e proprie case automobilistiche, come per esempio Pininfarina.
Altre carrozzerie, come Fontana Pietro, realizzano internamente la scocca in alluminio per l'intera gamma di vetture di prestigiose case automobilistiche, tra cui Ferrari.

### Riparatori di veicoli

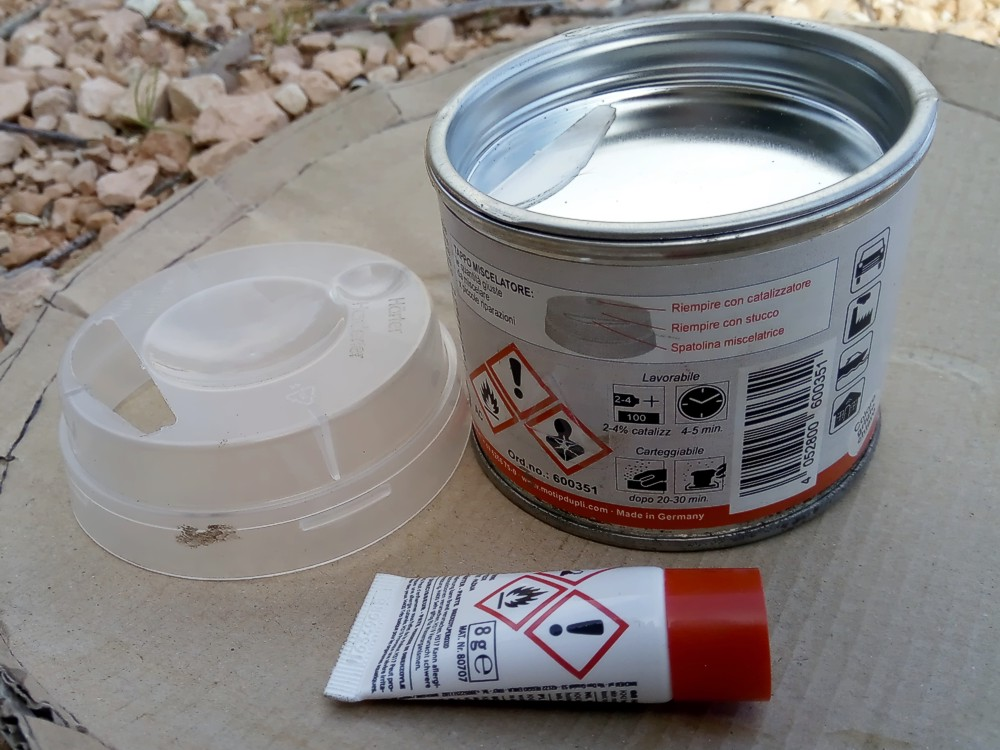
Stucco metallico bicomponente

Una carrozzeria è anche un ambiente di lavoro dove si effettua la riparazione delle autovetture incidentate, mediante la riparazione o sostituzione dei pezzi danneggiati. Alcune carrozzerie sono autorizzate alla riparazione da una casa automobilistica per la riparazione dei propri veicoli e la fornitura dei ricambi originali.
Le attività che generalmente si effettuano in carrozzeria sono:
- smontaggio delle parti danneggiate
- riparazione o sostituzione delle parti danneggiate
- raddrizzatura della scocca
- stuccatura
- carteggiatura
- verniciatura ed essiccazione in cabina forno
- lucidatura:
- rimontaggio e finizione

Nelle carrozzerie devono essere presenti tutta una serie di attrezzature per poter rimettere un veicolo nello stato estetico e di sicurezza originario. Le principali sono il banco dima per la raddrizzatura del telaio o scocca, la cabina forno per la nebulizzazione, l'evaporazione e l'essiccatura delle vernici.
Attualmente le carrozzerie italiane sono obbligate per normativa europea ad utilizzare vernici all'acqua, meno inquinanti e che necessitano di impianti specifici di evaporazione ed i cui risultati qualitativi sono in linea con quelli ottenuti mediante le vernici a solvente. Da questa normativa sono per ora escluse le grandi carrozzerie industriali.
L'evoluzione delle forme e dei materiali ha costretto i carrozzieri ad aggiornare la propria professionalità per operare riparazioni diversificate per tipo di danno (cosmetico o strutturale).. Il carrozziere è oggi in grado di effettuare riparazioni su acciaio tradizionale e alta resistenza, leghe di alluminio e materiali compositi.